# 마쓰모토 대학
마쓰모토 대학(일본어: 松本 大学)은 일본 나가노현 마쓰모토시에 위치한 일본의 국립 대학이다.